# 夸斯奎頓 (愛荷華州)
夸斯基頓（英語：Quasqueton）是一個位於美國愛荷華州布坎南縣的城市。

## 地理
夸斯基頓的座標為42°23′41″N 91°45′33″W / 42.39472°N 91.75917°W，而該地的平均海拔高度為269米（即883英尺）。

## 人口
根據2010年美國人口普查的數據，夸斯基頓的面積為3.00平方千米，當中陸地面積為2.93平方千米，而水域面積為0.08平方千米。當地共有人口554人，而人口密度為每平方千米184人。